# Bad (U2)
Bad è la settima traccia dell'album The Unforgettable Fire degli U2, uscito nel 1984. La canzone parla essenzialmente della dipendenza dall'eroina e nel tempo è diventata uno dei brani di punta della band nei loro concerti, soprattutto dopo l'esibizione al Live Aid, in cui Bono Vox è sceso dal palco per danzare con una fan. La versione live contenuta nell'EP Wide Awake in America viene spesso preferita dalle radio, piuttosto che quella registrata in studio.

## Storia
Bad, come molte canzoni degli U2, è nata da un riff di chitarra improvvisato durante le sessioni di registrazione allo Slane Castle, Irlanda. Il suono minimalista della chitarra di The Edge è accompagnato da atmosfere ed effetti caratteristici della musica di Brian Eno e Daniel Lanois, che hanno contribuito alla produzione dell'album.
Il significato del testo della canzone è stato interpretato dai fan in vari modi, ma Bono ha raccontato spesso durante i concerti la storia che c'è dietro la canzone stessa: il brano tratta della dipendenza dall'eroina, in particolare di un amico del cantante degli U2 morto di overdose nel giorno del suo 21º compleanno.

## Live
Quasi sempre presente nei Tour degli anni '80, Bad è stata spesso eseguita anche durante le prime 4 legs dello Zoo TV Tour, tra il 1992 e il 1993. Messa da parte fino alla quarta leg del PopMart Tour del 1997-1998, è ritornata nella setlist dell'Elevation Tour del 2001 ed occasionalmente eseguita durante il Vertigo Tour del 2005-2006, a volte suonata come canzone di chiusura dei concerti, e infine durante lo U2360º Tour.
Nel cantare dal vivo Bad, Bono introduce spesso nel testo degli snippet, cantati il più delle volte dopo il verso I'm not sleeping.

### Live Aid
Quando si parla degli esordi degli U2 viene spesso ricordata la loro esibizione al Live Aid del 1985 in cui eseguirono una versione epica di Bad al Wembley Stadium di Londra della durata di 12 minuti (oltre il doppio della versione studio). La durata dipese dall'inserimento di alcuni snippet: Satellite of Love e Walk on the Wild Side di Lou Reed, e Ruby Tuesday e Sympathy for the Devil dei Rolling Stones. Vennero inoltre eseguiti 2 minuti esclusivamente strumentali che corrispondono al momento in cui Bono scese dal palco per salvare una ragazza che stava per essere schiacciata dalla folla. La lunghezza dell'esibizione fu tale che per la band fu impossibile eseguire l'altra canzone prevista, ovvero Pride (In the Name of Love) che doveva concludere la loro partecipazione. Gli altri 3 membri si infuriarono con Bono per il suo fuoriprogramma, ma solo una settimana dopo si resero conto che fu proprio il suo gesto improvvisato a divenire un'immagine simbolo dell'intero Live Aid.

## Discografia
Oltre alla versione del Live Aid e quella dell'EP Wide awake in America, ne esistono altre 3 ufficialmente pubblicate: una è inclusa nella raccolta The Best of 1980-1990 e consiste in una versione rielaborata di quella presente nell'album The Unforgettable Fire (Bad è l'unica canzone non pubblicata come singolo, presente nella compilation); un'altra è una performance dal vivo durante il Joshua Tree Tour del 1987 e che appare nel documentario Rattle and Hum; infine, l'ultma versione pubblicata, fa parte del box set digitale The Complete U2, uscito nel 2004 su iTunes.
La canzone inoltre accompagna i titoli di coda del film Identità violate, con Angelina Jolie e Ethan Hawke.

## Formazione
Gruppo
- Bono - voce
- The Edge - chitarra
- Adam Clayton - basso
- Larry Mullen Jr. - batteria

Altri musicisti
- Noel Kelehan - arrangiamento archi
- Brian Eno - celesta